# 安娜·雷波斯卡婭
安娜·雷波斯卡婭（俄语：А́нна Алекса́ндровна Лепо́рская，1900年2月1日—1982年3月14日）是一位苏联前衛女艺术家。她曾获得多个奖项，例如俄罗斯苏维埃联邦社会主义共和国功勋画家和列宾国家奖。
雷波斯卡婭是卡济米尔·谢韦里诺维奇·马列维奇的学生和助手。從1924年起到1935年马列维奇去世，她一直与马列维奇保持著密切联系。二戰前，雷波斯卡婭画了很多油画和水彩画，並參與設計一些項目。雷波斯卡婭去世後埋在聖彼得堡的一個公墓。現今雷波斯卡婭的许多作品在特列季亚科夫画廊、俄羅斯博物館等地展出。
2021年12月8日前后，雷波斯卡婭的画作《三个人物》中的无脸人物在葉卡捷琳堡叶利钦中心（由特列季亚科夫画廊借出）展出时被該中心剛上班的保安畫上了眼睛。保安表示他在第一天上班时感到无聊，所以才這麼做。由于对画作的破坏微乎其微，当地警方拒绝对該保安进行刑事立案。